# كوانيا
بلدية كوانيا (بالإسبانية: Coaña) هي بلدية تقع في منطقة أستورياس شمال غرب إسبانيا.

## الديموغرافيا
بلغ عدد سكان بلدية كوانيا 3.447 نسمة عام 2011 (وفقاً للمعهد الوطني للإحصاء الإسباني).
| 3.846 | 3.765 | 3.646 | 3.522 | 3.473 | 3.442 | 3.447 |